# A Medio Vivir
A Medio Vivir je třetí studiové album zpěváka Ricky Martina, které vyšlo 12. září 1995 u Sony Music International.

## Po vydání
Celosvětově se prodalo přes 7 000 000 kopií.

## Hudební příčky
| Období (1995)          | příčka |
| ---------------------- | ------ |
| US Billboard Top Latin | 11     |
| US Billboard Latin Pop | 6      |
| Období (1996)          |        |
| Finsko                 | 10     |
| Španělsko              | 7      |
| Období (1997)          |        |
| Francie                | 8      |
| Maďarsko               | 25     |
| Německo                | 20     |

## Seznam písní
1. Fuego De Noche, Nieve De Dia 5:30
2. A Medio Vivir 4:42 (Franco De Vita)
3. María 4:23 )
4. Te Extraño, Te Olvido, Te Amo 4:41
5. ¿Donde Estarás? 3:52
6. Volverás 4:52
7. Revolución 3:50
8. Somos La Semilla 3:56
9. ¿Cómo Decirte Adiós? 3:00 (Marco Flores)
10. Bombón De Azúcar 4:58
11. Corazón 4:20
12. Nada Es Imposible 4:22 (Alejandro Sánz)